# Новий Келбув
Новий Келбув (пол. Nowy Kiełbów) — село в Польщі, у гміні Стара Блотниця Білобжезького повіту Мазовецького воєводства.
Населення — 525 осіб (2011).
У 1975-1998 роках село належало до Радомського воєводства.

## Демографія
Демографічна структура станом на 31 березня 2011 року:
|          | Загалом | Допрацездатний вік | Працездатний вік | Постпрацездатний вік |
| -------- | ------- | ------------------ | ---------------- | -------------------- |
| Чоловіки | 274     | 73                 | 179              | 22                   |
| Жінки    | 251     | 74                 | 144              | 33                   |
| Разом    | 525     | 147                | 323              | 55                   |